# イダ・ゴトコフスキー
イダ・ロゼ・エステル・ゴトコフスキー（Ida Rose Esther Gotkovsky, 1933年8月26日 - ）は、フランスの女性作曲家、ピアニスト。

## 略歴
ヴァイオリニストのジャック・ゴトコフスキーの娘として生まれ、幼少時より音楽と縁の深い環境で育つ。その後パリ音楽院でナディア・ブーランジェおよびトニー・オーバンに師事して音楽を学ぶ。彼女の作品は、リリ・ブーランジェ賞を始めとしてさまざまな賞を受賞している。現在、パリ音楽院教授。

## 作品
ゴトコフスキーの作品には、リリ・ブーランジェの音楽の影響があるとされる。

### 管弦楽作品
- 1956年 管弦楽のためのスケルツォ Scherzo pour orchestre
- 1957年 弦楽と打楽器のための交響曲 Symphonie pour cordes et percussions
- 1957年 遊戯 Jeu
- 1958年 エスカペイド Escapades
- 1959年 軽業師 Jongleries
- 1960年 綱渡り芸人 Funambules
- 1960年 トランペット協奏曲 Concerto pour trompette
- 1962年 トランペットと管弦楽のための協奏曲 Concerto pour trompette et orchestre
- 1966年 サクソフォーン協奏曲 Concerto pour saxophone
- 1968年 クラリネット協奏曲 Concerto pour clarinette
- 1970年 色彩的音楽 Musique en couleur
- 1970年 交響楽団のための協奏曲 Concerto pour orchestre symphonique
- 1972年 2つのヴァイオリンのための協奏曲 Concerto pour deux violons
- 1972年-1973年 バスーンのための協奏変奏曲 Variations Concertantes pour basson
- 1973年 交響詩 Poeme symphonique
- 1974年 トランペット第2協奏曲 Second concert pour trompette
- 1975年 ピアノ協奏曲 Concerto pour piano
- 1977年-1980年 チェロ協奏曲 Concerto pour Violoncelle
- 1980年 大編成管弦楽とサクソフォーンのための協奏曲 Concerto pour grand orchestre et saxophone
- 1982年 クラリネットのための叙情協奏曲 Concerto lyrique pour clarinette
- 1983年 悲壮な変奏曲（サクソフォーンと管弦楽のための） Variations pathetiques (saxophone et orchestre)
- 1984年 ホルン協奏曲 Concerto pour cor
- 1989年 コラール Choral

### 吹奏楽作品
- 1960年 25管楽器のための交響曲 Symphonie pour quatre-vingt instruments à vent
- 1978年 炎の詩 Poéme du feu pour orchestre d'harmonie
  1. マエストーソ Maestoso
  2. プレスティッシモ Prestissimo
- 1978年 トロンボーンと管楽オーケストラのための協奏曲 Concerto pour trombone et orchestre a vent
- 1980年 サクソフォーンと大吹奏楽のための協奏曲 Concerto pour Saxophone et grand orchestre d'harmonie
  1. アレグロ・コン・フオーコ Allegro con fuoco
  2. アンダンテ Andante
  3. 終曲 Final
- 1982年 オルガンと吹奏楽のための交響曲 Symphonie pour orgue et orchestre d'harmonie
- 1988年 春の交響曲〜四季〜（吹奏楽のための） Symphonie de printemps - Les Saisons -  pour orchestre d'harmonie
  1. 春〜呪文 Printemps - Incantatoire
  2. 秋〜詩曲 Automne - Poétique
  3. 冬〜非現実 Hiver - Irréel
  4. 夏〜終曲 Eté - Final
- 1988年 儀礼的舞曲 Danses rituelles
- 1988年-1989年 耀かしい交響曲 Symphonie Brillante
  1. アリオーソ〜レント Arioso - Lento
  2. プレスティッシモ・コン・ブリオ Prestissimo con brio
- 1989年 冬の夜の歌（合唱と管楽のための）Songe d'une nuit d'hiver (Choeurs & Instruments à vent)
- 1989年 森の歌（合唱と吹奏楽のための） Le chant de la Foret pour chœur et orchestre d'harmonie
- 1989年 黄金交響曲（15本のサクソフォーンのための） Golden Symphonie (15 saxophones)
- 1992年 オリンピック・オラトリオ（合唱と吹奏楽のための） Oratorio Olympique (Choeurs & Orchestre d'harmonie)
- 1992年 音楽的色彩（吹奏楽のための） Couleurs en musique pour orchestre d'harmonie
- 1992年 ファンファーレ Fanfare
- 1993年 黄金と光（吹奏楽のための） Or et lumiere pour orchestre d'harmonie
- 1993 若々しい交響曲（吹奏楽のための編曲） Symphonie a la jeunesse (Transcription pour Orchestre à vent)
- 1994年 大吹奏楽のための協奏曲 Concerto pour grand orchestre d'harmonie
  1. 抒情的に lyrique
  2. 表情豊かに expressiv
  3. 頑固に obstiné
- 1994年 クラリネットのための抒情的協奏曲（編曲） Concerto lyrique pour clarinette (Transcription)
- 1997年 クラリネット協奏曲（編曲） Concerto pour Clarinette (Transcription)

### 舞台作品
- 1964年 『マカールの夢』 - 8幕のオペラ Le Rêve de Makar
- 1968年 『これより何も』 - バレエ Rien ne va plus
- 1972年 『サーカス』 - バレエ Le Cirque
- 1989年 『冬の夜の歌』 - オペラ Le Songe d’une nuit d’hiver

### 室内楽作品
- 1970年 ヴァイオリンとピアノのための『相貌』 Caractères pour violon et piano
- 1970年 フルートとハープのための『風車』 Éolienne Flute et Harpe (ou piano)
- 1974年 サクソフォーンとピアノのための『輝き』 Brillance pour saxophone et piano
- 1983年 感傷的変奏曲（サクソフォーンのための） Variations Pathetiques pour saxophone
- 1983年 サクソフォーン四重奏曲 Quatuor de saxophones

### アコーディオン作品
- 1956年 ダスヴィダニア（アコーディオンのための） Dasvidania pour accordéon